# Eisrechen
Eisrechen dienten dazu, die Wasserräder von Mühlen, Brücken etc. vor Eisschollen zu schützen.
Eisrechen bestanden aus mehreren Eichenpfählen, die gespitzt und schräg gegen die Fließrichtung des Wassers gerichtet oberhalb des Mahlgerinnes oder der zu schützenden Einrichtung eingeschlagen wurden. Sie waren an einem Balken befestigt und wurden auch als Eisbäume bezeichnet.
Offenbar konnte die Errichtung von Eisrechen auch negative Folgen für die Flussanwohner haben. So ist etwa eine Beschwerde der Gemeinde Griesheim (Offenburg) gegen einen Eisrechen in der Kinzig überliefert.